# Riccordia
Riccordia – rodzaj ptaków z podrodziny kolibrów (Trochilinae) w obrębie rodziny kolibrowatych (Trochilidae).

## Zasięg występowania
Rodzaj obejmuje gatunki występujące na Kubie, Bahamach, Haiti, Portoryko, Dominice i Martynice.

## Morfologia
Długość ciała 7,5–11,5 cm; masa ciała 2,5–5 g.

## Systematyka

### Etymologia
- Colubris: hiszp. Colibri „koliber”[8]. Gatunek typowy: Trochilus maugaeus Audebert & Vieillot, 1801.
- Riccordia: epitet gatunkowy Ornismya ricordii Gervais, 1835[9]; Alexandre Ricord (1798–1876), francuski chirurg i przyrodnik w tropikalnej Ameryce w latach 1826–1834[10].
- Cyanophaia: gr. κυανος kuanos „ciemnoniebieski, modry”; φαιος phaios „ciemny”[11]. Gatunek typowy: Trochilus bicolor J.F. Gmelin, 1788.
- Sporadinus: gr. σποραδικος sporadikos „rozsiany”[12]. Gatunek typowy: Ornismya ricordii Gervais, 1835.
- Erasmia: gr. ερασμιος erasmios „piękny, śliczny”, od εραμαι eramai „kochać”[13]. Gatunek typowy: Erythronota elegans Gould, 1860.
- Marsyas: w mitologii greckiej Marsjasz (gr. Μαρσυας Marsuas, łac. Marsyas) był frygijskim satyrem słynącym z mistrzowskiej gry na aulosie i znanym z rywalizacji z Apollinem[14]. Gatunek typowy: Trochilus maugaeus Audebert & Vieillot, 1801.

### Podział systematyczny
Status R. elegans (pląśnik karaibski) jest niejasny; obecnie (2024) traktowany jest jako takson wątpliwy wymagający przeprowadzenia dalszych badań. Do rodzaju należą następujące gatunki:
- Riccordia ricordii (Gervais, 1835) – pląśnik kubański
- Riccordia bracei (Lawrence, 1877) – pląśnik bahamski – takson wymarły, znany tylko z jednego okazu z 1877 roku[16]
- Riccordia swainsonii (Lesson, 1829) – pląśnik czarnopierśny
- Riccordia maugaeus (Audebert & Vieillot, 1801) – złocik portorykański
- Riccordia bicolor (J.F. Gmelin, 1788) – pląśnik hiacyntowy